# Urtica lilloi
Urtica lilloi là loài thực vật có hoa trong họ Tầm ma. Loài này được (Hauman) Geltman miêu tả khoa học đầu tiên năm 1998.